# Общая сонная артерия
О́бщая со́нная арте́рия (лат. arteria carotis communis) — парная артерия, берёт начало в грудной полости, правая от плечеголовного ствола (лат. truncus brachiocephalicus) и левая — от дуги аорты (лат. arcus aortae), поэтому левая общая сонная артерия на несколько сантиметров длиннее правой. Кровоснабжает мозг, орган зрения и большую часть головы.

## Топография
Общая сонная артерия поднимается почти вертикально вверх и выходит через apertura thoracis superior в область шеи. Здесь она располагается на передней поверхности поперечных отростков шейных позвонков и покрывающих их мышц, сбоку от трахеи и пищевода, позади грудино-ключично-сосцевидной мышцы и предтрахеальной пластинки фасции шеи с заложенной в ней лопаточно-подъязычной мышцей, (лат. musculus omohyoideus). Снаружи от общей сонной артерии располагается внутренняя яремная вена (лат. vena jugularis interna), а сзади в желобке между ними — блуждающий нерв (лат. nervus vagus). 

## Ветви
Общая сонная артерия по своему ходу ветвей не дает и на уровне верхнего края щитовидного хряща делится на:
- наружную сонную артерию (лат. arteria carotis externa),
- внутреннюю сонную артерию (лат. arteria carotis interna).

У места деления имеется расширенная часть общей сонной артерии — сонный синус (лат. sinus caroticus), к которому прилежит небольшой узелок — сонный клубок (лат. glomus caroticum) представляющие рефлексогенную зону, при внешнем раздражении (механическое воздействие, атеросклеротические изменения) которого происходит падение артериального давления крови, что в свою очередь может вызвать потерю сознания вследствие гипоксии головного мозга.

## Кровоток
Нормальный кровоток для головного мозга составляет 55 мл/100 г ткани, а потребность в кислороде 3,7 мл/мин/100 г. Такой объём кровоснабжения обеспечивается нормальными артериями с нормальной интимой и ненарушенным просветом сосудов. Возможное, вследствие разнообразных причин (атеросклероз, неспецифический аорто-артериит, фиброзно-мышечная дисплазия, коллагеноз, туберкулёз, сифилис и пр.), сужение просвета сонных артерий приводит к уменьшению кровоснабжения головного мозга, нарушению в нём обменных процессов и его ишемии. В более чем 90 % случаев виновником развития данной патологии является атеросклероз — хроническое заболевание сосудов с формированием в их стенках очагов липидных (холестериновых) бляшек с последующим их склерозированием и отложением кальция, приводящих к деформации и сужению просвета сосудов вплоть до их полной окклюзии. Нестабильные атеросклеротические бляшки со временем склонны изъязвляться и разрушаться, что приводит к тромбозу артерии, тромбоэмболии её ветвей или эмболии их атероматозными массами.